# Canton d'Angoulême-1
Le canton d'Angoulême-1 est une circonscription électorale française du département de la Charente recréée par le décret du 20 février 2014 et entrée en vigueur lors des élections départementales de 2015.

## Histoire
Jusqu'en 1982, la commune d'Angoulême est divisée en deux cantons : Angoulême-I et Angoulême-II.
Le décret no 82-25 du 15 janvier 1982 portant modification et création de cantons dans le département de la Charente remplace ces deux cantons par trois nouveaux cantons :
- canton d'Angoulême-Est,
- canton d'Angoulême-Nord,
- canton d'Angoulême-Ouest.

Un nouveau découpage territorial de la Charente entre en vigueur en mars 2015, défini par le décret du 20 février 2014, en application des lois du 17 mai 2013 (loi organique 2013-402 et loi 2013-403). Les conseillers départementaux sont, à compter de ces élections, élus au scrutin majoritaire binominal mixte. Les électeurs de chaque canton élisent au Conseil départemental, nouvelle appellation du Conseil général, deux membres de sexe différent, qui se présentent en binôme de candidats. Les conseillers départementaux sont élus pour 6 ans au scrutin binominal majoritaire à deux tours, l'accès au second tour nécessitant 12,5 % des inscrits au 1er tour. En outre la totalité des conseillers départementaux est renouvelée. Ce nouveau mode de scrutin nécessite un redécoupage des cantons dont le nombre est divisé par deux avec arrondi à l'unité impaire supérieure si ce nombre n'est pas entier impair, assorti de conditions de seuils minimaux. Dans la Charente, le nombre de cantons passe ainsi de 35 à 19.

## Représentation

### Conseillers d'arrondissement de 1833 à 1940
| Période | Période          | Identité                               | Étiquette                | Qualité |
| ------- | ---------------- | -------------------------------------- | ------------------------ | --- |
| 1833    | 1839             | Jean Jacques Henry Bellamy (1787-1867) |                          | Négociant en cognac, ancien conseiller général, maire d'Angoulême (1832-1833)                               |
|         |                  |                                        |                          | |
| 1848    | 1852             | Eugène Decescaud                       |                          | Ancien substitut du procureur de la République (révoqué), avocat à Angoulême                                |
| 1852    | 1858             | Jacques Beirand                        |                          | Juge de paix, propriétaire à Angoulême                                                                      |
| 1858    | 1864             | Jean-Edmond Laroche-Joubert            | Appel au peuple          | Négociant, fabricant de papier Juge au Tribunal de commerce d'Angoulême, conseiller municipal d'Angoulême   |
| 1864    |                  | Antoine Chapelle (1818-1869)           |                          | Docteur en médecine à Angoulême                                                                             |
|         |                  |                                        |                          | |
| 1871    | 1907             | Alexandre Débouchaud (1830-1914)       | Républicain              | Industriel (fabricant de feutres) à Nersac                                                                  |
| 1907    | 1910             | Marcel Nouel                           | Républicain              | Médecin, propriétaire à Mougnac, maire de La Couronne                                                       |
| 1910    | 1919             | Edmond Laroche-Joubert                 | Droite                   | Industriel (fabricant de papier) à Angoulême Député (1924-1928)                                             |
| 1919    | 1931 (démission) | Achille Puet                           | Républicain puis Radical | Avocat, conseiller municipal d'Angoulême                                                                    |
| 1931    | 1940             | Jean Danton                            | Radical                  | Ancien professeur d'école normale, conseiller municipal d'Angoulême                                         |
| 1940    |                  |                                        |                          | Les conseils d'arrondissement ont été suspendus par la loi du 12 octobre 1940 et n'ont jamais été réactivés |

### Conseillers généraux de 1833 à 1982
| Période | Période      | Identité                               | Étiquette       | Qualité |
| ------- | ------------ | -------------------------------------- | --------------- | --- |
| 1833    | 1838         | Pierre Philippe de Lambert (1769-1847) |                 | Propriétaire à Magnac-Lavalette Maire d'Angoulême (1830-1833) |
| 1838    | 1845         | Paul Joseph Normand de La Tranchade    |                 | Officier de cavalerie en retraite Maire d'Angoulême (1837-1841 et 1847-1855) |
| 1845    | 1848         | Philippe Albert                        | Centre gauche   | Magistrat Député (1830-1831, 1834-1842 et 1846-1848) |
| 1848    | 1855         | Paul Joseph Normand de La Tranchade    |                 | Maire d'Angoulême (1837-1841 et 1847-1855) |
| 1855    | 1864         | Pierre Antony Cheneusac                |                 | Directeur de l'usine à gaz Maire d'Angoulême (1848-1849) |
| 1864    | 1871         | Jean-Edmond Laroche-Joubert            | Appel au peuple | Négociant, fabricant de papier Juge au Tribunal de commerce d'Angoulême Conseiller municipal d'Angoulême Député (1868-1870 et 1876-1884), conseiller d'arrondissement                                                    |
| 1871    | 1877         | Paul Sazerac de Forge                  | Droite          | Maire d'Angoulême (1864-1870) |
| 1877    | 1883 (décès) | Jean Hippolyte Broquisse               | Républicain     | Maire d'Angoulême (1875-1879) |
| 1883    | 1907         | Edgard Laroche-Joubert                 | Bonapartiste    | Industriel Adjoint au Maire d'Angoulême Député (1884-1906) |
| 1907    | 1913         | Alexandre Débouchaud (1860-1932)       | Républicain     | Docteur en droit, créateur de l'industrie du feutre en Charente, conseiller d'arrondissement |
| 1913    | 1925         | Jacques Debouchaud (fils du précédent) | Républicain-RG  | Industriel à Angoulême |
| 1925    | 1940         | Gustave Guillon                        | Rad.ind.        | Ingénieur des Arts et Métiers Maire d'Angoulême (1925-1941) |
|         |              |                                        |                 | |
| 1943    | 1945         | René Cognasse (1884-1952)              | ?               | Industriel, Président du conseil d'administration de la Maison des métiers, conseiller municipal d'Angoulême Nommé membre de la Commission administrative départementale en 1941 Nommé conseiller départemental en 1943. |
|         |              |                                        |                 | |
| 1945    | 1949         | Isidore Trinquet (1894-1972)           | PCF             | Camelot puis commerçant (marchand de cirage) à Angoulême (La Grand-Font) |
| 1949    | 1961         | Henri Thébault                         | RPF puis CNIP   | Instituteur Maire d'Angoulême (1955-1958 et 1959-1970) Elu en 1964 dans le Canton de Mauron (Morbihan) |
| 1961    | 1967         | Roger Baudrin                          | DVD             | Notaire honoraire Maire d'Angoulême (1947-1955) |
| 1967    | 1979         | Roland Chiron (1920-2010)              | CNIP            | Avocat et journaliste Maire d'Angoulême (1970-1977) Conseiller régional (1974-1977) |
| 1979    | 1982         | Jean-Pierre Brunet                     | PS              | Commercial Premier Adjoint au maire d'Angoulême (1977-1989) |

### Représentation depuis 2015
| Période élective | Période élective | Mandat | Mandat   | Identité          | Nuance | Nuance | Qualité |
| ---------------- | ---------------- | ------ | -------- | ----------------- | ------ | ------ | --- |
| 2015             | 2021             | 2015   | 2021     | Agnès Bel         |        | DVD    | Cadre Conseillère municipale de Fléac |
| 2015             | 2021             | 2015   | 2021     | Samuel Cazenave   |        | UDI    | Conseil en affaires publiques et gestion de projets et structures culturels Ancien Premier adjoint au maire d'Angoulême 4ème Vice-Président du Conseil départemental |
| 2021             | 2028             | 2021   | en cours | Hélène Gingast    |        | DVG    | Cadre de la fonction publique, maire de Fléac |
| 2021             | 2028             | 2021   | en cours | Patrick Mardikian |        | DVG    | Gérant d'entreprise, cofondateur du Festival du Film, Angoulême 9ème Vice-Président du conseil départemental                                                         |

### Résultats détaillés

#### Élections de mars 2015
À l'issue du 1er tour des élections départementales de 2015, deux binômes sont en ballottage : Agnès Bel et Samuel Cazenave (Union de la Droite, 42,54 %) et David Comet et Nadine Villeneuve (Union de la Gauche, 23,28 %). Le taux de participation est de 43,09 % (5 275 votants sur 12 241 inscrits) contre 50,21 % au niveau départemental et 50,17 % au niveau national.
Au second tour, Agnès Bel et Samuel Cazenave (Union de la Droite) sont élus avec 60,71 % des suffrages exprimés et un taux de participation de 43,35 % (2 964 voix pour 5 306 votants et 12 241 inscrits).
Samuel Cazenave a démissionné de son poste de premier adjoint au maire en mars 2018.

#### Élections de juin 2021
Le premier tour des élections départementales de 2021 est marqué par un très faible taux de participation (33,26 % au niveau national). Dans le canton d'Angoulême-1, ce taux de participation est de 28,44 % (3 288 votants sur 11 561 inscrits) contre 33,39 % au niveau départemental. À l'issue de ce premier tour, deux binômes sont en ballottage : Sylvie Carrera et Guillaume Chupin (DVD, 43,29 %) et Hélène Gingast et Patrick Mardikian (DVG, 42,51 %).
Le second tour des élections est marqué une nouvelle fois par une abstention massive équivalente au premier tour. Les taux de participation sont de 34,3 % au niveau national, 33,99 % dans le département et 31,1 % dans le canton d'Angoulême-1. Hélène Gingast et Patrick Mardikian (DVG) sont élus avec 53,85 % des suffrages exprimés (1 826 voix pour 3 596 votants et 11 563 inscrits),,.

## Composition de 1801 à 1973
Le canton d'Angoulême-1 regroupait :
- Une partie de la commune d'Angoulême (bureaux de la Salle Philharmonique, ancêtre du Conservatoire Gabriel Fauré, de l'Hôtel de Ville et de Saint-Ausone).
- Les communes de La Couronne, Dirac, Nersac, Puymoyen, Roullet, Saint-Estèphe, Saint-Michel et Voeuil-et-Giget.

## De 1973 à 1982
Est créé en 1973 (Décret du 13 juillet 1973) :
- Le canton de La Couronne.

## De 1982 à 2015
Le canton d'Angoulême-1 disparaît. Sont créés :
- Le Canton d'Angoulême-Est
- Le Canton d'Angoulême-Nord
- Le Canton d'Angoulême-Ouest

(Décret du 15 janvier 1982).

## Composition depuis 2015
| Nom                               | Code Insee | Intercommunalité  | Superficie (km2) | Population (dernière pop. légale)                | Densité (hab./km2) | Modifier                                    |
| --------------------------------- | ---------- | ----------------- | ---------------- | ------------------------------------------------ | ------------------ | ------------------------------------------- |
| Angoulême (bureau centralisateur) | 16015      | CA GrandAngoulême | 21,85            | Fraction : 14 894 (2022) Commune : 41 423 (2022) | 1 896              | modifier les données · modifier les données |
| Fléac                             | 16138      | CA GrandAngoulême | 12,60            | 3 856 (2022)                                     | 306                | modifier les données · modifier les données |
| Canton d'Angoulême-1              | 1601       |                   |                  | 18 750 (2022)                                    |                    | modifier les données                        |

Le canton d'Angoulême-1 comprend :
1. Une commune entière,
2. La partie de la commune d'Angoulême située à l'ouest d'une ligne définie par l'axe des voies et limites suivantes : à partir de la limite territoriale de la commune de Saint-Yrieix-sur-Charente, cours de la Charente, pont Saint-Cybard, rue de Bordeaux, avenue de Cognac, rue Léonard-Jarraud, rue de la Corderie, place Perrot, rue de Montmoreau, voie de l'Europe jusqu'à l'intersection de la rue Pierre-Grenet, rue Pierre-Grenet, ligne droite dans le prolongement de la rue Pierre-Grenet jusqu'à l'intersection du boulevard de Bigorre et de la rue du Petit-Montbron, chemin des Eaux-Claires au pont Valto, jusqu'à la limite territoriale de la commune de La Couronne.

## Démographie
En 2022, le canton comptait 18 750 habitants, en évolution de +0,87 % par rapport à 2016 (Charente : −0,48 %, France hors Mayotte : +2,11 %).
| 2013   | 2018   | 2022   |
| ------ | ------ | ------ |
| 18 740 | 18 952 | 18 750 |